# Futbol'nyj Klub Dynamo Kyïv 2005-2006

## Stagione
La Dinamo Kiev, allenata inizialmente da Leonid Burjak poi avvicendato da Anatolij Dem"janenko, conclude il campionato ucraino a pari punti con lo Šachtar, con l'ultima gara disputata proprio tra le due compagini e conclusa col risultato di 2-2. È stato necessario uno spareggio scudetto, che ha visto vincitrice la squadra di Donec'k ai tempi supplementari. In coppa nazionale vince in finale contro il sorprendente Metalurh Zaporižžja, dopo un cammino perfetto che ha visto sette vittorie su altrettante partite e 19 reti segnate a fronte di zero subite. In Champions League il cammino dei bianco-blu si conclude all'esordio al secondo turno preliminare contro gli svizzeri del Thun, in virtù del risultato complessivo di 3-2. In Supercoppa d'Ucraina la Dinamo Kiev viene sconfitta ai rigori, dopo che i tempi regolamentari si erano conclusi sull'1-1, contro i minatori di Donec'k.

## Maglie e sponsor
Lo sponsor tecnico è Adidas, mentre quello ufficiale è PrivatBank.
|  | Casa |  | Trasferta |

## Rosa

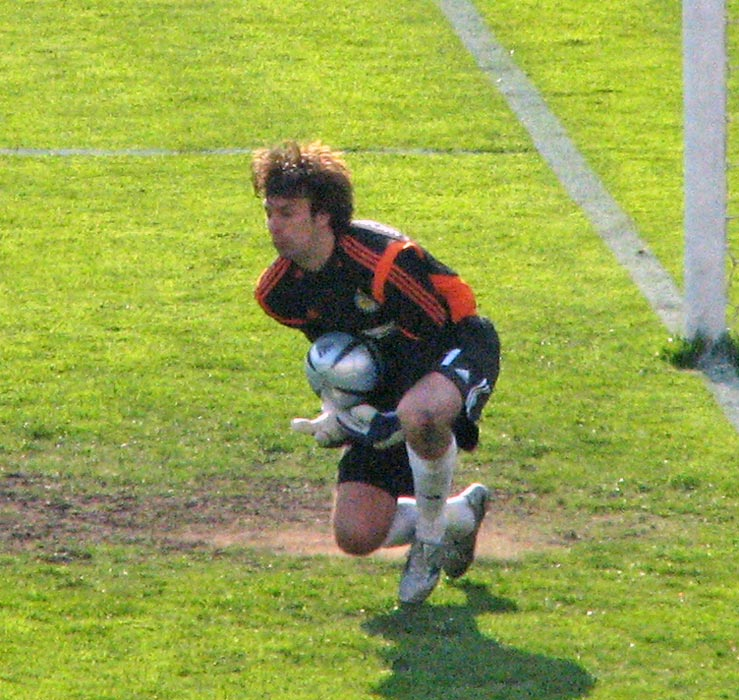
Oleksandr Šovkovs'kyj para un tiro durante la finale di Coppa nazionale

| N. |                                | Ruolo | Calciatore            |
| -- | ------------------------------ | ----- | --------------------- |
| 1  | Ucraina (bandiera)             | P     | Oleksandr Šovkovs'kyj |
| 21 | Ucraina (bandiera)             | P     | Taras Lucenko         |
| 55 | Ucraina (bandiera)             | P     | Oleksandr Rybka       |
| 44 | Brasile (bandiera)             | D     | Rodrigo               |
| 4  | Brasile (bandiera)             | D     | Rodolfo               |
| 81 | Serbia e Montenegro (bandiera) | D     | Marjan Marković       |
| 30 | Marocco (bandiera)             | D     | Badr El Kaddouri      |
| 26 | Ucraina (bandiera)             | D     | Andrij Nesmačnyj      |
| 32 | Serbia e Montenegro (bandiera) | D     | Goran Gavrančić       |
| 13 | Serbia e Montenegro (bandiera) | D     | Goran Sablić          |
| 27 | Ucraina (bandiera)             | D     | Vladyslav Vaščuk      |
| 3  | Ucraina (bandiera)             | D     | Serhij Fedorov        |
| 29 | Russia (bandiera)              | D     | Andrej Eščenko        |
| 18 | Ucraina (bandiera)             | C     | Vitalij Fedoriv       |
| 37 | Nigeria (bandiera)             | C     | Ayila Yussuf          |
| 11 | Bulgaria (bandiera)            | C     | Georgi Peev           |
| 20 | Ucraina (bandiera)             | C     | Oleh Husjev           |

| N. |                                | Ruolo | Calciatore               |
| -- | ------------------------------ | ----- | ------------------------ |
| 7  | Croazia (bandiera)             | C     | Jerko Leko               |
| 14 | Ucraina (bandiera)             | C     | Ruslan Rotan'            |
| 88 | Ucraina (bandiera)             | C     | Oleksandr Alijev         |
| 17 | Romania (bandiera)             | C     | Tiberiu Ghioane          |
| 24 | Ucraina (bandiera)             | C     | Roman Zozulja            |
| 15 | Brasile (bandiera)             | C     | Diogo Rincón             |
| 17 | Ucraina (bandiera)             | C     | Taras Mychalyk           |
| 8  | Bielorussia (bandiera)         | C     | Valjancin Bjal'kevič     |
| 10 | Romania (bandiera)             | C     | Florin Cernat            |
| 36 | Serbia e Montenegro (bandiera) | C     | Miloš Ninković           |
| 9  | Brasile (bandiera)             | C     | Kléber                   |
| 6  | Georgia (bandiera)             | A     | Otar Martsvaladze        |
| 16 | Uzbekistan (bandiera)          | A     | Maksim Shatskix          |
| 5  | Ucraina (bandiera)             | A     | Serhij Rebrov (capitano) |
| 25 | Ucraina (bandiera)             | A     | Arcëm Mileŭski           |
| 23 | Lettonia (bandiera)            | A     | Māris Verpakovskis       |

## Risultati

### Vyšča Liha

#### Spareggio
| Arbitro: | Micheľ |

|                          |           |             |
| Marica 60’ Aghahowa 100’ | Marcatori | 80’ Rodolfo |

### Kubok Ukraïny
| Arbitro: | Vaks (Sinferopoli) |

|  |           |                                              |
|  | Marcatori | 10’ Rebrov 25’, 39’, 55’ Kléber 76’ Mileŭski |

| Arbitro: | Syrenko (Sinferopoli) |

|  |           |                                                                               |
|  | Marcatori | 14’, 23’ Bjal'kevič 20’ Sablić 68’, 90+1’ Verpakovskis 73’ Alijev 80’ Rodrigo |

| Arbitro: | Mel'nyčuk (Sinferopoli) |

|              |           |  |
| Mileŭski 68’ | Marcatori |  |

| Arbitro: | Pokyd'ko (Poltava) |

|                       |           |  |
| Rotan' 18’ Husjev 34’ | Marcatori |  |

| Arbitro: | Mosejč (Černivci) |

|  |           |                         |
|  | Marcatori | 32’ Husjev 57’ Mileŭski |

| Arbitro: | Hoduljan (Odessa) |

|           |           |  |
| Kléber 6’ | Marcatori |  |

| Arbitro: | Batista |

|            |           |  |
| Kléber 47’ | Marcatori |  |

### Champions League

#### Preliminari
| Arbitro: | Delević |

|                         |           |                              |
| Husjev 20’ Shatskix 40’ | Marcatori | 38’ Lustrinelli 66’ Aegerter |

| Arbitro: | Proença |

|                  |           |  |
| Bernardini 90+2’ | Marcatori |  |

### Supercoppa d'Ucraina
| Arbitro: | Poduškin (Charkiv) |

|                                         |                      |                                  |
| Bjal'kevič 32’                          | Marcatori            | 5’ Elano                         |
| Alijev Sablić Gavrančić Husjev Shatskix | Tiri di rigore 3 – 4 | Jádson Raț Tymoščuk Stoican Srna |

## Statistiche

### Statistiche di squadra
| Competizione         | Punti | Totale | Totale | Totale | Totale | Totale | Totale | DR  |
| Competizione         | Punti | G      | V      | N      | P      | Gf     | Gs     | DR  |
| -------------------- | ----- | ------ | ------ | ------ | ------ | ------ | ------ | --- |
| Vyšča Liha           | 75    | 30     | 23     | 6      | 1      | 68     | 20     | +48 |
| Spareggio            | -     | 1      | 0      | 0      | 1      | 1      | 2      | -1  |
| Coppa d'Ucraina      | -     | 7      | 7      | 0      | 0      | 19     | 0      | +19 |
| Champions League     | -     | 2      | 0      | 1      | 1      | 2      | 3      | -1  |
| Supercoppa d'Ucraina | -     | 1      | 0      | 1      | 0      | 1      | 1      | 0   |
| Totale               | -     | 41     | 37     | 8      | 9      | 91     | 26     | +65 |